# Play FM
Play FM es una estación radial chilena ubicada en el 100.9 MHz del dial FM en Santiago de Chile, perteneciente a RDF Media, consorcio de radios de Canal 13. También transmite para todo el país a través del canal 657 (con D-Box) de la cableoperadora VTR y vía Internet en el resto del país y en todo el mundo.

## Historia
En sus inicios ocupó también el CB 660 kHz del dial AM en Santiago de Chile, frecuencias anteriormente ocupadas por la desaparecida Radio Chilena.
La concesión de la frecuencia radial pertenece al Arzobispado de Santiago, quien traspasó la operación y explotación de esta a la Pontificia Universidad Católica de Chile -a través del holding Empresas UC- a mediados de 2005. Actualmente, es parte del consorcio de radios de Canal 13, operado por Empresas UC de la Pontificia Universidad Católica de Chile y el Grupo Luksic.
Inició sus transmisiones el día 27 de febrero de 2006 en marcha blanca, reemplazando a la extinta Radio Chilena. Desde el 1 de marzo de 2006, intenta establecerse como uno de los nuevos proyectos mediáticos de Canal 13.

## Formato
La emisora está dirigida al género femenino contemporáneo entre 25 y 44 años de edad, perteneciente al estrato social ABC1 y C2. Según su director, Gabriel Polgati, se quiso buscar una alternativa comercial que no provocara pérdidas y que se atreviera a dejar de lado artistas saturados como Luis Miguel y Julio Iglesias, con la intención de programar música de estilo soul, R&B, rock y pop anglo de los años 1980, 1990 y 2000. Los conductores son: Rosario Grez, Paula Luchsinger, Milla Kemp, Catalina Chuaqui e Ignacio Franzani.

## Frecuencias anteriores
- 105.7 MHz (Arica); hoy Radio Charanga Latina, no tiene relación con RDF Media.
- 106.1 MHz (Iquique); hoy Radio San Lorenzo, no tiene relación con RDF Media.
- 88.1 MHz (Calama); hoy Madero FM, no tiene relación con RDF Media.
- 660 kHz (Santiago); hoy Radio Divina, no tiene relación con RDF Media.
- 1010 kHz (Temuco); hoy Radio La Señal, no tiene relación con RDF Media.